# Lewis Carroll a šachy

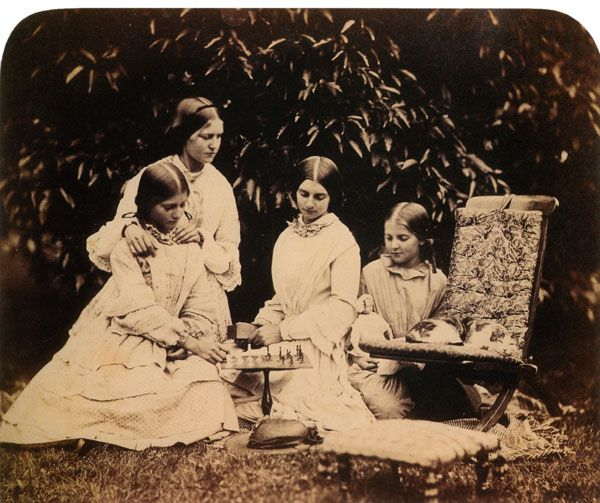
Lewis Carroll: Sestry Smithovy, léto 1859

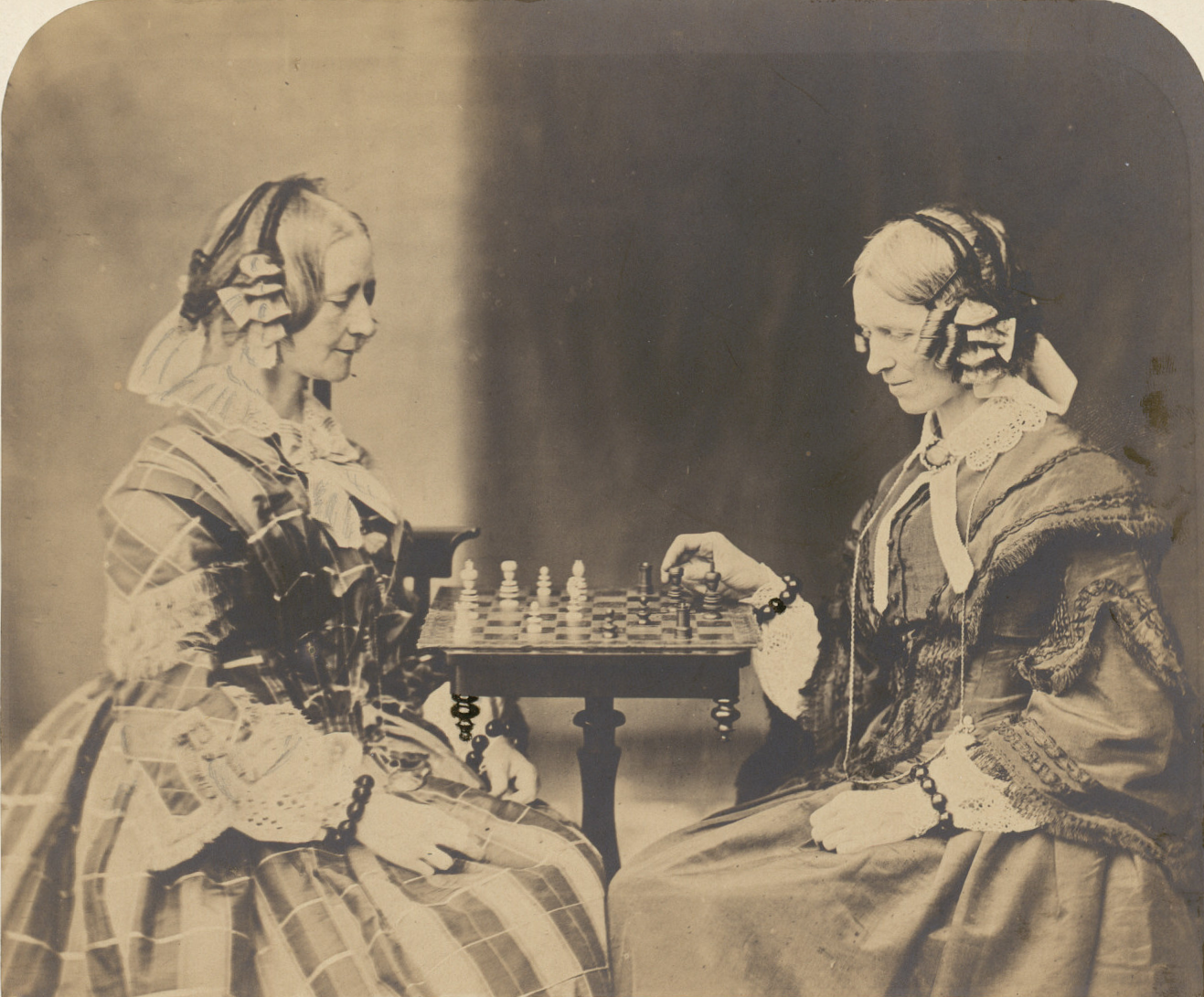
Lewis Carroll: Carrollovy tety, Margaret Anne a Henrietta Mary Lutwidge, hrají šachy, léto 1859

Lewis Carroll a šachy je téma, které opakovaně přitahuje zájem šachových historiků a literárních vědců. Šachy hrály významnou roli v životě spisovatele Charlese Lutwidge Dodgsona (vlastní jméno Lewise Carrolla). Jsou zachyceny na několika fotografiích, které Carroll pořídil. Aktivně se zajímal o důležité události v šachovém životě Velké Británie, sám šachy hrál a učil hrát šachy děti. Děj pohádkové knížky Za zrcadlem a co tam Alenka našla je založen na šachové hře, kterou sám autor vymyslel a šachový diagram počáteční pozice figur zveřejnil v úvodu své knihy.

## Šachy v Carrollových denících a dopisech
Carroll vlastnil několik fotografií svých současníků hrajících šachy. Některé z těchto fotografií jsou uvedeny v registru Rogera Taylora a Edwarda Wakelinga, kteří do něj vložili všechny fotografie připsané Charlesi Lutwidge Dodgsonovi, které jim byly známy, zejména z knihovny Princetonské univerzity.
Fotografie č. 442 v registru Edwarda Wakelinga zobrazuje sestry Smithovy v létě 1859 (Smith Sisters, léto 1859). Velikost fotografie je 13,7×16,1 centimetrů. Sestry Fanny, Mary, Joan a Anne Smith (na obrázku v tomto pořadí zleva doprava) jsou zobrazeny jak hrají šachy na faře v Dinsdale v Yorkshire. Dívky sedí ve stínu nízkých stromů a keřů přímo na trávě. Šachovnice je na nízkém stole. Vedle nich na skládací židli spí kočka. Tato fotografie je ve sbírce Princetonské univerzitní knihovny (Album AI: 43). Pozice na šachovnici, jak se zdá odborníkům, je převzata z původní hry, zatímco dovednosti hráčů jsou vážně zpochybňovány. Například černý jezdec je na okraji hrací plochy (začátečník si myslí, že je tam méně zranitelný vůči útokům ze všech stran, ale profesionál chápe, že jezdec v této pozici útočí a brání méně polí). Sestry pravděpodobně pózovaly pro focení, spíše než aby byly fotografovány při hraní skutečné šachové hry. Fanny je zobrazena při hře s bílými figurkami, ale žádná z dalších tří sester nemůže ze svého místa hrát černými. Spekuluje se, že hru mohly sestry hrát až do odpoledního pobytu.

## Šachy na fotografiích spisovatele
Francis Polidori na snímku hraje šachy se svou nejstarší dcerou. Tato fotografie byla poškozena žíravinou; stopy tekutiny jsou na Rossettiho tváři. Christina Georgina jménem rodiny požádala Carrolla, aby jim poskytl dvanáct pozitivů této fotografie.
|   | a | b | c | d | e | f | g | h |   |
| 8 | e8 černý král · d7 černý dáma · h7 černý věž · a6 černý věž · f6 černý pěšec · h5 černý pěšec · b4 bílý střelec · e4 bílý jezdec · c3 bílý pěšec · g3 bílý pěšec · d2 bílý dáma · e1 bílý král · h1 bílý věž | e8 černý král · d7 černý dáma · h7 černý věž · a6 černý věž · f6 černý pěšec · h5 černý pěšec · b4 bílý střelec · e4 bílý jezdec · c3 bílý pěšec · g3 bílý pěšec · d2 bílý dáma · e1 bílý král · h1 bílý věž | e8 černý král · d7 černý dáma · h7 černý věž · a6 černý věž · f6 černý pěšec · h5 černý pěšec · b4 bílý střelec · e4 bílý jezdec · c3 bílý pěšec · g3 bílý pěšec · d2 bílý dáma · e1 bílý král · h1 bílý věž | e8 černý král · d7 černý dáma · h7 černý věž · a6 černý věž · f6 černý pěšec · h5 černý pěšec · b4 bílý střelec · e4 bílý jezdec · c3 bílý pěšec · g3 bílý pěšec · d2 bílý dáma · e1 bílý král · h1 bílý věž | e8 černý král · d7 černý dáma · h7 černý věž · a6 černý věž · f6 černý pěšec · h5 černý pěšec · b4 bílý střelec · e4 bílý jezdec · c3 bílý pěšec · g3 bílý pěšec · d2 bílý dáma · e1 bílý král · h1 bílý věž | e8 černý král · d7 černý dáma · h7 černý věž · a6 černý věž · f6 černý pěšec · h5 černý pěšec · b4 bílý střelec · e4 bílý jezdec · c3 bílý pěšec · g3 bílý pěšec · d2 bílý dáma · e1 bílý král · h1 bílý věž | e8 černý král · d7 černý dáma · h7 černý věž · a6 černý věž · f6 černý pěšec · h5 černý pěšec · b4 bílý střelec · e4 bílý jezdec · c3 bílý pěšec · g3 bílý pěšec · d2 bílý dáma · e1 bílý král · h1 bílý věž | e8 černý král · d7 černý dáma · h7 černý věž · a6 černý věž · f6 černý pěšec · h5 černý pěšec · b4 bílý střelec · e4 bílý jezdec · c3 bílý pěšec · g3 bílý pěšec · d2 bílý dáma · e1 bílý král · h1 bílý věž | 8 |
| 7 | e8 černý král · d7 černý dáma · h7 černý věž · a6 černý věž · f6 černý pěšec · h5 černý pěšec · b4 bílý střelec · e4 bílý jezdec · c3 bílý pěšec · g3 bílý pěšec · d2 bílý dáma · e1 bílý král · h1 bílý věž | e8 černý král · d7 černý dáma · h7 černý věž · a6 černý věž · f6 černý pěšec · h5 černý pěšec · b4 bílý střelec · e4 bílý jezdec · c3 bílý pěšec · g3 bílý pěšec · d2 bílý dáma · e1 bílý král · h1 bílý věž | e8 černý král · d7 černý dáma · h7 černý věž · a6 černý věž · f6 černý pěšec · h5 černý pěšec · b4 bílý střelec · e4 bílý jezdec · c3 bílý pěšec · g3 bílý pěšec · d2 bílý dáma · e1 bílý král · h1 bílý věž | e8 černý král · d7 černý dáma · h7 černý věž · a6 černý věž · f6 černý pěšec · h5 černý pěšec · b4 bílý střelec · e4 bílý jezdec · c3 bílý pěšec · g3 bílý pěšec · d2 bílý dáma · e1 bílý král · h1 bílý věž | e8 černý král · d7 černý dáma · h7 černý věž · a6 černý věž · f6 černý pěšec · h5 černý pěšec · b4 bílý střelec · e4 bílý jezdec · c3 bílý pěšec · g3 bílý pěšec · d2 bílý dáma · e1 bílý král · h1 bílý věž | e8 černý král · d7 černý dáma · h7 černý věž · a6 černý věž · f6 černý pěšec · h5 černý pěšec · b4 bílý střelec · e4 bílý jezdec · c3 bílý pěšec · g3 bílý pěšec · d2 bílý dáma · e1 bílý král · h1 bílý věž | e8 černý král · d7 černý dáma · h7 černý věž · a6 černý věž · f6 černý pěšec · h5 černý pěšec · b4 bílý střelec · e4 bílý jezdec · c3 bílý pěšec · g3 bílý pěšec · d2 bílý dáma · e1 bílý král · h1 bílý věž | e8 černý král · d7 černý dáma · h7 černý věž · a6 černý věž · f6 černý pěšec · h5 černý pěšec · b4 bílý střelec · e4 bílý jezdec · c3 bílý pěšec · g3 bílý pěšec · d2 bílý dáma · e1 bílý král · h1 bílý věž | 7 |
| 6 | e8 černý král · d7 černý dáma · h7 černý věž · a6 černý věž · f6 černý pěšec · h5 černý pěšec · b4 bílý střelec · e4 bílý jezdec · c3 bílý pěšec · g3 bílý pěšec · d2 bílý dáma · e1 bílý král · h1 bílý věž | e8 černý král · d7 černý dáma · h7 černý věž · a6 černý věž · f6 černý pěšec · h5 černý pěšec · b4 bílý střelec · e4 bílý jezdec · c3 bílý pěšec · g3 bílý pěšec · d2 bílý dáma · e1 bílý král · h1 bílý věž | e8 černý král · d7 černý dáma · h7 černý věž · a6 černý věž · f6 černý pěšec · h5 černý pěšec · b4 bílý střelec · e4 bílý jezdec · c3 bílý pěšec · g3 bílý pěšec · d2 bílý dáma · e1 bílý král · h1 bílý věž | e8 černý král · d7 černý dáma · h7 černý věž · a6 černý věž · f6 černý pěšec · h5 černý pěšec · b4 bílý střelec · e4 bílý jezdec · c3 bílý pěšec · g3 bílý pěšec · d2 bílý dáma · e1 bílý král · h1 bílý věž | e8 černý král · d7 černý dáma · h7 černý věž · a6 černý věž · f6 černý pěšec · h5 černý pěšec · b4 bílý střelec · e4 bílý jezdec · c3 bílý pěšec · g3 bílý pěšec · d2 bílý dáma · e1 bílý král · h1 bílý věž | e8 černý král · d7 černý dáma · h7 černý věž · a6 černý věž · f6 černý pěšec · h5 černý pěšec · b4 bílý střelec · e4 bílý jezdec · c3 bílý pěšec · g3 bílý pěšec · d2 bílý dáma · e1 bílý král · h1 bílý věž | e8 černý král · d7 černý dáma · h7 černý věž · a6 černý věž · f6 černý pěšec · h5 černý pěšec · b4 bílý střelec · e4 bílý jezdec · c3 bílý pěšec · g3 bílý pěšec · d2 bílý dáma · e1 bílý král · h1 bílý věž | e8 černý král · d7 černý dáma · h7 černý věž · a6 černý věž · f6 černý pěšec · h5 černý pěšec · b4 bílý střelec · e4 bílý jezdec · c3 bílý pěšec · g3 bílý pěšec · d2 bílý dáma · e1 bílý král · h1 bílý věž | 6 |
| 5 | e8 černý král · d7 černý dáma · h7 černý věž · a6 černý věž · f6 černý pěšec · h5 černý pěšec · b4 bílý střelec · e4 bílý jezdec · c3 bílý pěšec · g3 bílý pěšec · d2 bílý dáma · e1 bílý král · h1 bílý věž | e8 černý král · d7 černý dáma · h7 černý věž · a6 černý věž · f6 černý pěšec · h5 černý pěšec · b4 bílý střelec · e4 bílý jezdec · c3 bílý pěšec · g3 bílý pěšec · d2 bílý dáma · e1 bílý král · h1 bílý věž | e8 černý král · d7 černý dáma · h7 černý věž · a6 černý věž · f6 černý pěšec · h5 černý pěšec · b4 bílý střelec · e4 bílý jezdec · c3 bílý pěšec · g3 bílý pěšec · d2 bílý dáma · e1 bílý král · h1 bílý věž | e8 černý král · d7 černý dáma · h7 černý věž · a6 černý věž · f6 černý pěšec · h5 černý pěšec · b4 bílý střelec · e4 bílý jezdec · c3 bílý pěšec · g3 bílý pěšec · d2 bílý dáma · e1 bílý král · h1 bílý věž | e8 černý král · d7 černý dáma · h7 černý věž · a6 černý věž · f6 černý pěšec · h5 černý pěšec · b4 bílý střelec · e4 bílý jezdec · c3 bílý pěšec · g3 bílý pěšec · d2 bílý dáma · e1 bílý král · h1 bílý věž | e8 černý král · d7 černý dáma · h7 černý věž · a6 černý věž · f6 černý pěšec · h5 černý pěšec · b4 bílý střelec · e4 bílý jezdec · c3 bílý pěšec · g3 bílý pěšec · d2 bílý dáma · e1 bílý král · h1 bílý věž | e8 černý král · d7 černý dáma · h7 černý věž · a6 černý věž · f6 černý pěšec · h5 černý pěšec · b4 bílý střelec · e4 bílý jezdec · c3 bílý pěšec · g3 bílý pěšec · d2 bílý dáma · e1 bílý král · h1 bílý věž | e8 černý král · d7 černý dáma · h7 černý věž · a6 černý věž · f6 černý pěšec · h5 černý pěšec · b4 bílý střelec · e4 bílý jezdec · c3 bílý pěšec · g3 bílý pěšec · d2 bílý dáma · e1 bílý král · h1 bílý věž | 5 |
| 4 | e8 černý král · d7 černý dáma · h7 černý věž · a6 černý věž · f6 černý pěšec · h5 černý pěšec · b4 bílý střelec · e4 bílý jezdec · c3 bílý pěšec · g3 bílý pěšec · d2 bílý dáma · e1 bílý král · h1 bílý věž | e8 černý král · d7 černý dáma · h7 černý věž · a6 černý věž · f6 černý pěšec · h5 černý pěšec · b4 bílý střelec · e4 bílý jezdec · c3 bílý pěšec · g3 bílý pěšec · d2 bílý dáma · e1 bílý král · h1 bílý věž | e8 černý král · d7 černý dáma · h7 černý věž · a6 černý věž · f6 černý pěšec · h5 černý pěšec · b4 bílý střelec · e4 bílý jezdec · c3 bílý pěšec · g3 bílý pěšec · d2 bílý dáma · e1 bílý král · h1 bílý věž | e8 černý král · d7 černý dáma · h7 černý věž · a6 černý věž · f6 černý pěšec · h5 černý pěšec · b4 bílý střelec · e4 bílý jezdec · c3 bílý pěšec · g3 bílý pěšec · d2 bílý dáma · e1 bílý král · h1 bílý věž | e8 černý král · d7 černý dáma · h7 černý věž · a6 černý věž · f6 černý pěšec · h5 černý pěšec · b4 bílý střelec · e4 bílý jezdec · c3 bílý pěšec · g3 bílý pěšec · d2 bílý dáma · e1 bílý král · h1 bílý věž | e8 černý král · d7 černý dáma · h7 černý věž · a6 černý věž · f6 černý pěšec · h5 černý pěšec · b4 bílý střelec · e4 bílý jezdec · c3 bílý pěšec · g3 bílý pěšec · d2 bílý dáma · e1 bílý král · h1 bílý věž | e8 černý král · d7 černý dáma · h7 černý věž · a6 černý věž · f6 černý pěšec · h5 černý pěšec · b4 bílý střelec · e4 bílý jezdec · c3 bílý pěšec · g3 bílý pěšec · d2 bílý dáma · e1 bílý král · h1 bílý věž | e8 černý král · d7 černý dáma · h7 černý věž · a6 černý věž · f6 černý pěšec · h5 černý pěšec · b4 bílý střelec · e4 bílý jezdec · c3 bílý pěšec · g3 bílý pěšec · d2 bílý dáma · e1 bílý král · h1 bílý věž | 4 |
| 3 | e8 černý král · d7 černý dáma · h7 černý věž · a6 černý věž · f6 černý pěšec · h5 černý pěšec · b4 bílý střelec · e4 bílý jezdec · c3 bílý pěšec · g3 bílý pěšec · d2 bílý dáma · e1 bílý král · h1 bílý věž | e8 černý král · d7 černý dáma · h7 černý věž · a6 černý věž · f6 černý pěšec · h5 černý pěšec · b4 bílý střelec · e4 bílý jezdec · c3 bílý pěšec · g3 bílý pěšec · d2 bílý dáma · e1 bílý král · h1 bílý věž | e8 černý král · d7 černý dáma · h7 černý věž · a6 černý věž · f6 černý pěšec · h5 černý pěšec · b4 bílý střelec · e4 bílý jezdec · c3 bílý pěšec · g3 bílý pěšec · d2 bílý dáma · e1 bílý král · h1 bílý věž | e8 černý král · d7 černý dáma · h7 černý věž · a6 černý věž · f6 černý pěšec · h5 černý pěšec · b4 bílý střelec · e4 bílý jezdec · c3 bílý pěšec · g3 bílý pěšec · d2 bílý dáma · e1 bílý král · h1 bílý věž | e8 černý král · d7 černý dáma · h7 černý věž · a6 černý věž · f6 černý pěšec · h5 černý pěšec · b4 bílý střelec · e4 bílý jezdec · c3 bílý pěšec · g3 bílý pěšec · d2 bílý dáma · e1 bílý král · h1 bílý věž | e8 černý král · d7 černý dáma · h7 černý věž · a6 černý věž · f6 černý pěšec · h5 černý pěšec · b4 bílý střelec · e4 bílý jezdec · c3 bílý pěšec · g3 bílý pěšec · d2 bílý dáma · e1 bílý král · h1 bílý věž | e8 černý král · d7 černý dáma · h7 černý věž · a6 černý věž · f6 černý pěšec · h5 černý pěšec · b4 bílý střelec · e4 bílý jezdec · c3 bílý pěšec · g3 bílý pěšec · d2 bílý dáma · e1 bílý král · h1 bílý věž | e8 černý král · d7 černý dáma · h7 černý věž · a6 černý věž · f6 černý pěšec · h5 černý pěšec · b4 bílý střelec · e4 bílý jezdec · c3 bílý pěšec · g3 bílý pěšec · d2 bílý dáma · e1 bílý král · h1 bílý věž | 3 |
| 2 | e8 černý král · d7 černý dáma · h7 černý věž · a6 černý věž · f6 černý pěšec · h5 černý pěšec · b4 bílý střelec · e4 bílý jezdec · c3 bílý pěšec · g3 bílý pěšec · d2 bílý dáma · e1 bílý král · h1 bílý věž | e8 černý král · d7 černý dáma · h7 černý věž · a6 černý věž · f6 černý pěšec · h5 černý pěšec · b4 bílý střelec · e4 bílý jezdec · c3 bílý pěšec · g3 bílý pěšec · d2 bílý dáma · e1 bílý král · h1 bílý věž | e8 černý král · d7 černý dáma · h7 černý věž · a6 černý věž · f6 černý pěšec · h5 černý pěšec · b4 bílý střelec · e4 bílý jezdec · c3 bílý pěšec · g3 bílý pěšec · d2 bílý dáma · e1 bílý král · h1 bílý věž | e8 černý král · d7 černý dáma · h7 černý věž · a6 černý věž · f6 černý pěšec · h5 černý pěšec · b4 bílý střelec · e4 bílý jezdec · c3 bílý pěšec · g3 bílý pěšec · d2 bílý dáma · e1 bílý král · h1 bílý věž | e8 černý král · d7 černý dáma · h7 černý věž · a6 černý věž · f6 černý pěšec · h5 černý pěšec · b4 bílý střelec · e4 bílý jezdec · c3 bílý pěšec · g3 bílý pěšec · d2 bílý dáma · e1 bílý král · h1 bílý věž | e8 černý král · d7 černý dáma · h7 černý věž · a6 černý věž · f6 černý pěšec · h5 černý pěšec · b4 bílý střelec · e4 bílý jezdec · c3 bílý pěšec · g3 bílý pěšec · d2 bílý dáma · e1 bílý král · h1 bílý věž | e8 černý král · d7 černý dáma · h7 černý věž · a6 černý věž · f6 černý pěšec · h5 černý pěšec · b4 bílý střelec · e4 bílý jezdec · c3 bílý pěšec · g3 bílý pěšec · d2 bílý dáma · e1 bílý král · h1 bílý věž | e8 černý král · d7 černý dáma · h7 černý věž · a6 černý věž · f6 černý pěšec · h5 černý pěšec · b4 bílý střelec · e4 bílý jezdec · c3 bílý pěšec · g3 bílý pěšec · d2 bílý dáma · e1 bílý král · h1 bílý věž | 2 |
| 1 | e8 černý král · d7 černý dáma · h7 černý věž · a6 černý věž · f6 černý pěšec · h5 černý pěšec · b4 bílý střelec · e4 bílý jezdec · c3 bílý pěšec · g3 bílý pěšec · d2 bílý dáma · e1 bílý král · h1 bílý věž | e8 černý král · d7 černý dáma · h7 černý věž · a6 černý věž · f6 černý pěšec · h5 černý pěšec · b4 bílý střelec · e4 bílý jezdec · c3 bílý pěšec · g3 bílý pěšec · d2 bílý dáma · e1 bílý král · h1 bílý věž | e8 černý král · d7 černý dáma · h7 černý věž · a6 černý věž · f6 černý pěšec · h5 černý pěšec · b4 bílý střelec · e4 bílý jezdec · c3 bílý pěšec · g3 bílý pěšec · d2 bílý dáma · e1 bílý král · h1 bílý věž | e8 černý král · d7 černý dáma · h7 černý věž · a6 černý věž · f6 černý pěšec · h5 černý pěšec · b4 bílý střelec · e4 bílý jezdec · c3 bílý pěšec · g3 bílý pěšec · d2 bílý dáma · e1 bílý král · h1 bílý věž | e8 černý král · d7 černý dáma · h7 černý věž · a6 černý věž · f6 černý pěšec · h5 černý pěšec · b4 bílý střelec · e4 bílý jezdec · c3 bílý pěšec · g3 bílý pěšec · d2 bílý dáma · e1 bílý král · h1 bílý věž | e8 černý král · d7 černý dáma · h7 černý věž · a6 černý věž · f6 černý pěšec · h5 černý pěšec · b4 bílý střelec · e4 bílý jezdec · c3 bílý pěšec · g3 bílý pěšec · d2 bílý dáma · e1 bílý král · h1 bílý věž | e8 černý král · d7 černý dáma · h7 černý věž · a6 černý věž · f6 černý pěšec · h5 černý pěšec · b4 bílý střelec · e4 bílý jezdec · c3 bílý pěšec · g3 bílý pěšec · d2 bílý dáma · e1 bílý král · h1 bílý věž | e8 černý král · d7 černý dáma · h7 černý věž · a6 černý věž · f6 černý pěšec · h5 černý pěšec · b4 bílý střelec · e4 bílý jezdec · c3 bílý pěšec · g3 bílý pěšec · d2 bílý dáma · e1 bílý král · h1 bílý věž | 1 |
|   | a | b | c | d | e | f | g | h |   |

Fotografie č. 440 v rejstříku Edwarda Wakelinga Dvě Carrollovy tety, Margaret Anne a Henrietta Mary Lutwidge, hrají šachy (Two of Lewis Carroll's aunts, Margaret Anne and Henrietta Mary Lutwidge, playing chess). Na fotografii jsou Margaret Ann a Henrietta Mary Lutwidgovy v létě 1859. Velikost fotografie z Výzkumného centra Harryho Ransome je 13,9x16,7 centimetrů. Carrollovy dvě tety z matčiny strany jsou zobrazeny v čepcích a starých šatech, hrají šachy, soustředěně a se zájmem studují šachovnici. Pozitiv tohoto obrazu se nachází ve sbírce v National Media Muzeu v Bradfordu, další pozitiv je v Harry Ransom Centru na Texaské univerzitě v Austinu. Vědci se domnívají, že druhý z těchto pozitivů byl kolorován (na obou obrazech mohou být porovnány náramky na pravém zápěstí Henriety a ozdobné korálky na levé straně stolu). Pozici na šachovnici na této fotografii lze snadno rekonstruovat. Černý se připravoval na tah s královnou ze čtverce d7, na kterém stojí. Šachovnice na obrázku je větší než deska stolu, na které spočívá.
Fotografie č. 1131 v rejstříku Edwarda Wakelinga nese název Paní Rossettiová hraje šachy s D. G. Rossettim: Christina a Maria Francesca, říjen 1863 (Mrs. Rossetti playing chess with D.G. Rossetti: Christina, and Maria Francesca, Оctober 1863). Velikost fotografie z centra Harry Ransome Research Center je 18,8 x 23,8 centimetrů. Fotografie zachytila rodinu Danteho Gabriela Rossettiho 7. října 1863 jak hrála šachy uprostřed přírody. Na fotografii jsou:
- básník a umělec Dante Gabriel Rossetti a jeho matka Francis Mary Lavinia Polidori (vdaná Rossetti). Francis byla dcerou italského emigranta Gaetano Polidori a sestra Johna Polidoriho, autora příběhu Upír a osobního lékaře lorda Byrona.[3]
- Jeho sestry: Christina Georgina Rossetti (1830–1894, anglická básnířka, proslavila se básní Goblin Bazaar, na její počest je pojmenován sopečný kráter Rossettiové na Venuši) a Maria Francesca Rossetti (1827–1876, anglická spisovatelka, byla milenka Johna Ruskina, jejich vztah začal, když jí bylo 28 let, po zrušení Ruskinova manželství; byla hluboce věřící anglikánkou, vydala učebnici o studii Božské komedie Dante Alighieriho, tato fotografie je jednou z několika jejích fotografií) pozorují jejich hru.

Rossetti drží klobouk v levé ruce a pravou táhne figurou na šachovnici. Šaty jeho sester jsou dlouhé a objemné, plazí se po zemi v ovocné zahradě. Christina Rossetti později napsala Dodgsonovi, že ho požádala o tři kopie této fotografie. Později, po smrti básníka a umělce, byla na základě této fotografie vytvořena rytina.
Další fotografie, která byla pravděpodobně pořízena ve stejnou dobu, je Rodina Rossettiů (The Rossetti Family, Оctober 1863). Na fotografii Lewise Carrolla jsou Maria Francesca, Francis Polidori, Dante Gabriel, Christina Georgina a také, na rozdíl od předchozí fotografie William Michael Rossetti (1829–1919, umělecký kritik a spisovatel, jeden z prvních členů Prerafaelitského bratrstva, oženil se s Lucy Madox Brownovou, umělkyní a dcerou umělce Forda Madoxa Browna).
Fotografie Šachisté (Chess-Players, August 866) byla pořízena v srpnu 1866. Tato fotografie byla uvedena v albu P 3 sbírky Morris L. Parrish Collection na Princetonské univerzitě. Její velikost je 8,5×13 centimetrů. Předpokládá se, že fotografie zachytila třicet účastníků a hostů šachového kongresu (Redcar chess congress), kterého se Lewis Carroll zúčastnil 10. srpna 1866. Většina postav na fotografii nebyla nikdy identifikována, ale dobře vidět je Cecil de Vere, vítěz kongresového turnaje (vysoký mladý muž, mírně posunutý od středu fotografie doleva, stojící se založenýma rukama na hrudi). Howard Staunton, sedí v přední řadě od něj blíže a drží cylindr. Předpokládá se, že je možné s určitou mírou pravděpodobnosti identifikovat na fotografii dva kompozitní šachisty – Waltera Grimshawa a Henryho Edwina Kidsona.
Aukce Christie´s také představila Carrollovu fotografii Šachoví hráči (The Chess Players), která byla pořízena kolem roku 1863) dne 10. května 2002, ale děti na fotografii (Grace a Arthur Denmanovi) nehrají šachy, ale dámu.

## Galerie

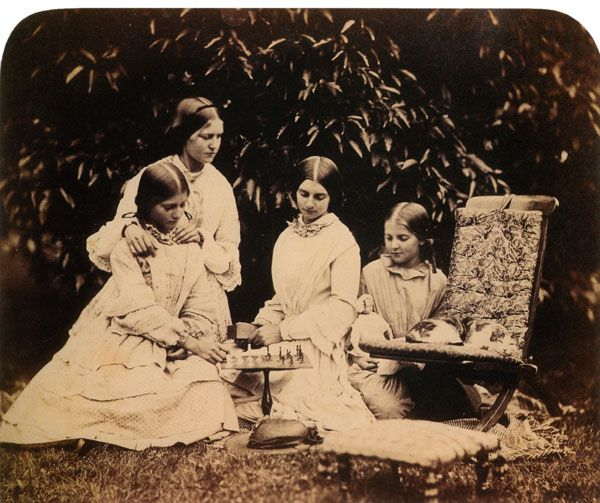
Lewis Carroll: Sestry Smithovy, léto 1859
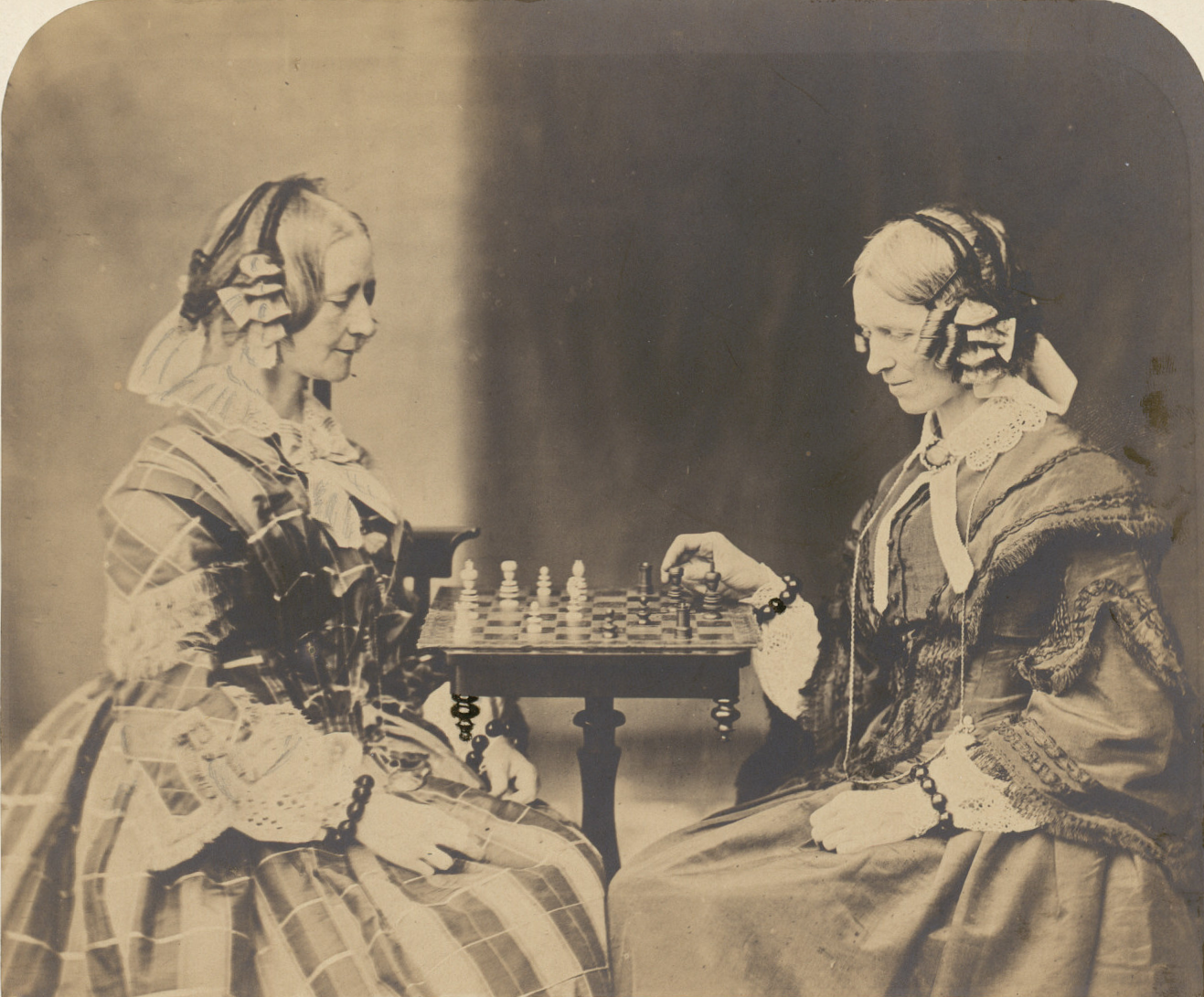
Lewis Carroll: Carrollovy dvě tety, Margaret Anne a Henrietta Mary Lutwidge, hrají šachy, léto 1859
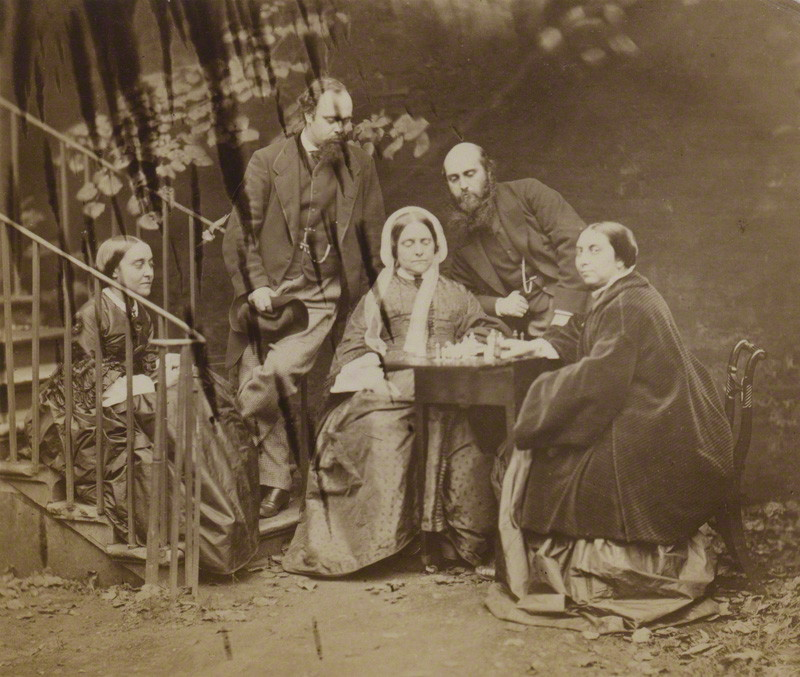
Lewis Carroll: Rodina Rossettiů, říjen 1863
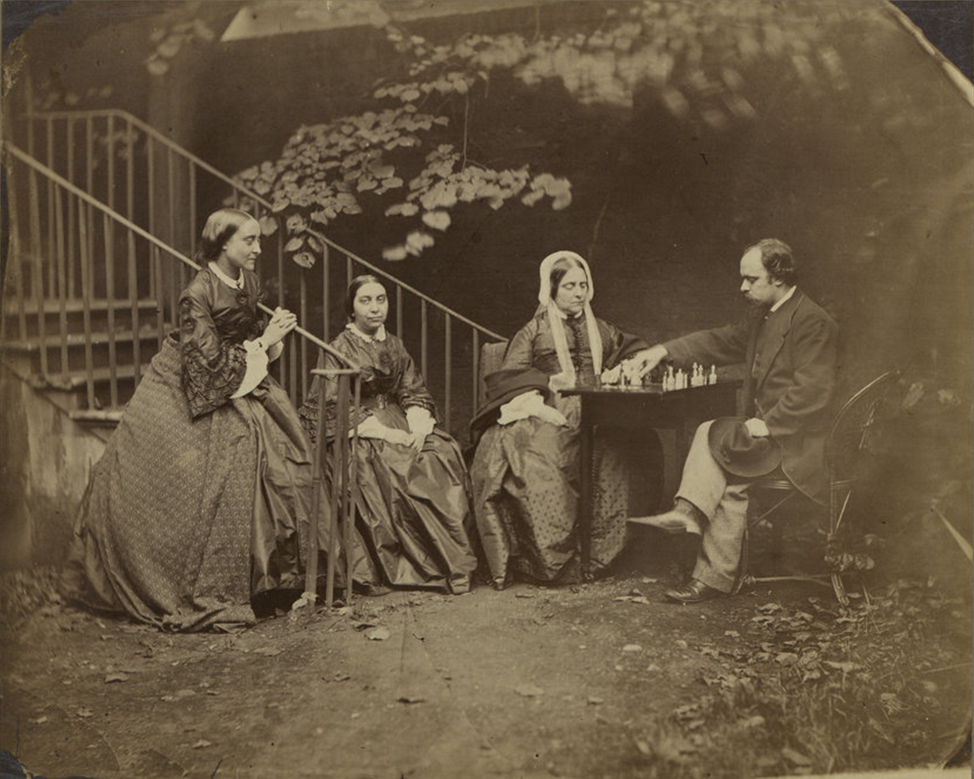
Lewis Carroll: Paní Rossetti hraje šachy s D. G. Rossettim: Christina a Maria Francesca, říjen 1863
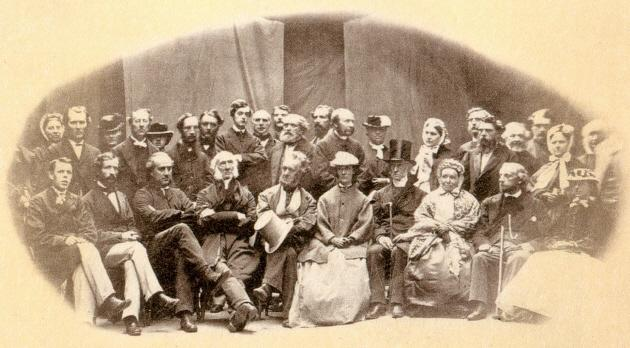
Lewis Carroll: Šachisté, srpen 1866
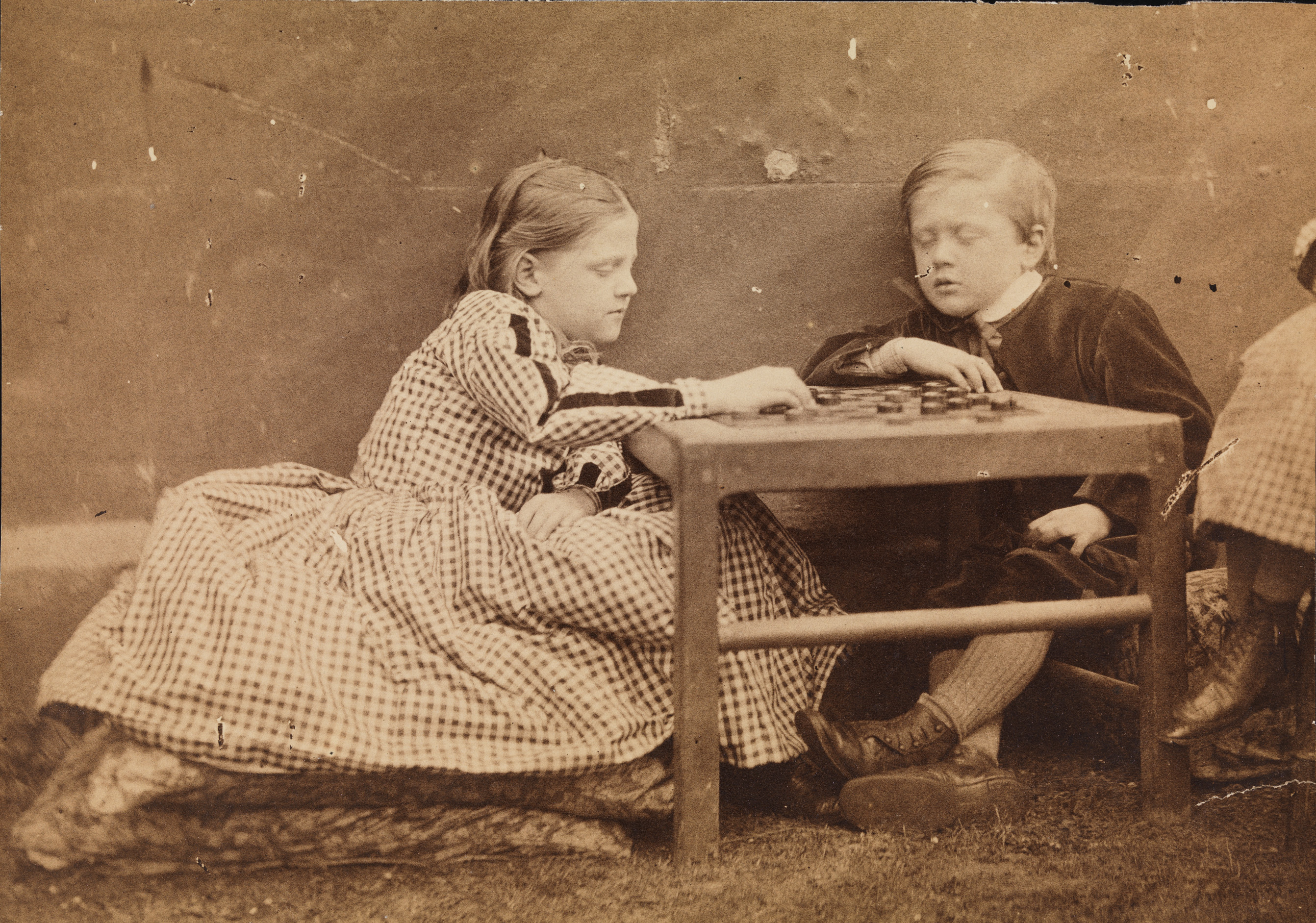
Lewis Carroll: Děti Charlotty – Edith Denman, Arthur a Grace hrají dámu